# Calcioancilita-(La)
La calcioancilita-(La) és un mineral de la classe dels carbonats que pertany al grup de l'ancilita.

## Característiques
La calcioancilita-(La) és un carbonat de fórmula química (LaCa)(CO₃)₂(OH)(H₂O). Va ser aprovada com a espècie vàlida per l'Associació Mineralògica Internacional l'any 2021 i publicada en el mes d'abril de 2023. Cristal·litza en el sistema ortoròmbic.
L'exemplar que va servir per a determinar l'espècie, el que es coneix com a material tipus, es troba conservat a la col·lecció mineralògica del Museu Geològic de la Xina, a Beijing (República Popular de la Xina), amb el número de catàleg: m16129.

## Formació i jaciments
Va ser descoberta a la intrusió de Gejiu, a Honghe (Yunnan, República Popular de la Xina). Aquest indret és l'únic a tot el planeta on ha estat descrita aquesta espècie mineral.